# Dienerella clathrata
Dienerella clathrata är en skalbaggsart som först beskrevs av Mannerheim 1844.  Dienerella clathrata ingår i släktet Dienerella, och familjen mögelbaggar. Enligt den finländska rödlistan är arten nära hotad i Finland. Arten är reproducerande i Sverige. Artens livsmiljö är naturlundskogar.